# ريكاردو بالاسيوس
ريكاردو بالاسيوس (بالإسبانية: Ricardo Palacios) هو كاتب سيناريو وممثل إسباني، ولد في 2 مارس 1940 في إسبانيا، وتوفي في 11 فبراير 2015 بمدريد في إسبانيا.

## أعمال

### أفلام
- (1965) دكتور جيفاغو
- (1966) الطيب والشرس والقبيح
- (1966) شيء مضحك حدث في الطريق إلى المحكمة
- (1968) حدث ذات مرة في الغرب[4]
- (1975) العاصفة والأسد

## وصلات خارجية
- ريكاردو بالاسيوس على موقع IMDb (الإنجليزية)
- ريكاردو بالاسيوس على موقع ألو سيني (الفرنسية)
- ريكاردو بالاسيوس على موقع أول موفي (الإنجليزية)
- ريكاردو بالاسيوس على موقع قاعدة بيانات الأفلام السويدية (السويدية)
- ريكاردو بالاسيوس على موقع قاعدة بيانات الفيلم (الإنجليزية)
- ريكاردو بالاسيوس على موقع كينوبويسك (الروسية)